# Dart-Moräne
Die Dart-Moräne ist eine 11 km lange und braun gefärbte Moräne im ostantarktischen Mac-Robertson-Land. Sie liegt südlich des Radok Lake und der Pagodroma Gorge sowie westlich der Flagstone Bench am östlichen Ende der Aramis Range in den Prince Charles Mountains.
Luftaufnahmen entstanden 1956 im Rahmen der Australian National Antarctic Research Expeditions (ANARE). Namensgeber ist John Robert Dart, Funker einer ANARE-Mannschaft zur Erkundung der Prince Charles Mountains, der diese Moräne zwischen Januar und Februar 1969 mehrfach auf dem Weg zwischen dem Lager am Radok Lake und dem Landeplatz für Versorgungsflugzeuge überquerte.